# أنديرس ألمجرين
أنديرس ألمجرين (بالسويدية: Anders Almgren)‏ هو لاعب كرة قدم سويدي في مركز حراسة المرمى، ولد في 27 ديسمبر 1968 في ستوكهولم في السويد. لعب مع نادي يورغوردينس.

## وصلات خارجية
- أنديرس ألمجرين على موقع اتحاد السويد (السويدية)
- أنديرس ألمجرين على موقع قاعدة بيانات كرة القدم.إي يو (الإنجليزية)
- أنديرس ألمجرين على موقع عالم كرة القدم.نت (الإنجليزية)